# Deloneura immaculata
Deloneura immaculata је врста инсекта из реда лептира (Lepidoptera) и породице плаваца (Lycaenidae). 

## Распрострањење
Ареал врсте је био ограничен на једну државу. Јужноафричка Република је била једино познато природно станиште врсте.

## Угроженост
Ова врста је изумрла, што значи да нису познати живи примерци.